# Matacawa Levu Island
Matacawa Levu Island (engelska: Matathoni Levu Island, Matathawa Levu Island) är en ö i Fiji.   Den ligger i divisionen Västra divisionen, i den nordvästra delen av landet, 180 km nordväst om huvudstaden Suva. Arean är 10,0 kvadratkilometer.
Terrängen på Matacawa Levu Island är lite kuperad. Öns högsta punkt är 287 meter över havet. Den sträcker sig 5,0 kilometer i nord-sydlig riktning, och 3,8 kilometer i öst-västlig riktning.